# Francis Buchholz
Francis Buchholz   (Hannover, 19 de febrer de 1954), és un baixista alemany, famós per haver pertangut a la banda de Heavy Metal Scorpions.

## Carrera
Com a baixista de Scorpions, Francis va aconseguir un èxit mundial, especialment en els Estats Units, Canadà, Japó, Brasil, Mèxic, a tot Europa i en altres països. Pel seu èxit amb els Scorpions, Buchholz va ser guardonat amb més de 50 premis d'or i platí per vendes de discos a tot el món. Va deixar la banda després d'un desacord sobre la gestió de la banda el 1992. Va escriure el llibre "Bass Magic", material de consulta per als baixistes.
Es va reunir amb ex-guitarrista també de Scorpions, per fer una gira per Europa i els Estats Units el 2005 i el 2006. El 2008 Buchholz va treballar amb la banda Dreamtide com a baixista i coproductor, l'àlbum "Dream And Deliver" va ser llançat al Japó (King Records) , Europa (AOR Heaven) i arreu del món a iTunes.

## Vida personal
El 1978, Buchholz va fundar una empresa de lloguer de PA i il·luminació escènica, Rocksound, a Alemanya. La companyia va començar com una manera de distribuir altaveus exponencials especials que Buchholz havia desenvolupat, però també per proporcionar feina als roadies dels Scorpions quan no estaven de gira. L'empresa va prosperar als anys 80 i 90.
Buchholz viu a Hannover amb la seva dona Hella; tenen un fill i filles bessones.
El 1996, Buchholz va ser autor del llibre Bass Magic, també va treballar com a productor discogràfic i consultor.

## Discografia amb Scorpions
- Fly to the Rainbow (1974)
- In Trance (1975)
- Virgin Killer (1976)
- Taken by Force (1977)
- Tokyo Tapes (1978, en directe)
- Lovedrive (1979)
- Animal Magnetism (1980)
- Blackout (1982)
- Love at First Sting (1984)
- World Wide Live (1985, en directe)
- Savage Amusement (1988)
- Crazy World (1990)